# Glamis Castle
Glamis Castle is een kasteel nabij het dorp Glamis in Angus, Schotland. Het is het huis van de graaf en de gravin van Strathmore and Kinghorne.
Glamis Castle is het huis van de familie Lyon sinds de veertiende eeuw, hoewel het huidige huis grotendeels uit de zeventiende eeuw stamt. Glamis was het thuis van Elizabeth Bowes-Lyon, die met koning George VI trouwde, en aldus koningin Elizabeth werd, de latere koningin-moeder. Haar tweede dochter, prinses Margaret, werd hier geboren.
Het kasteel is een beschermd monument, en de terreinen staan op de lijst van de Inventory of Gardens and Designed Landscapes in Scotland, de nationale lijst van belangrijke tuinen.

## Geschiedenis

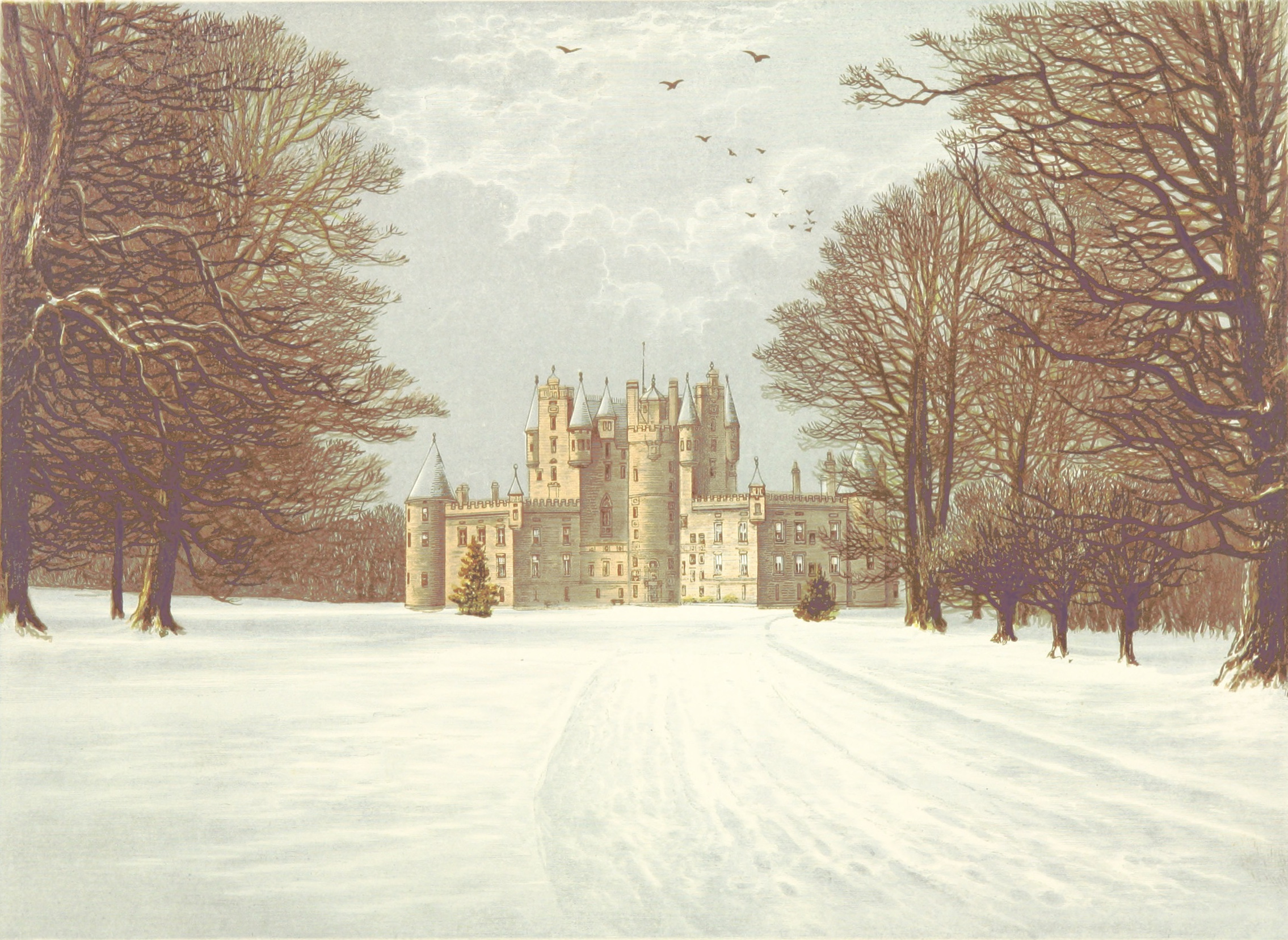
Glamis Castle in de sneeuw, circa 1880

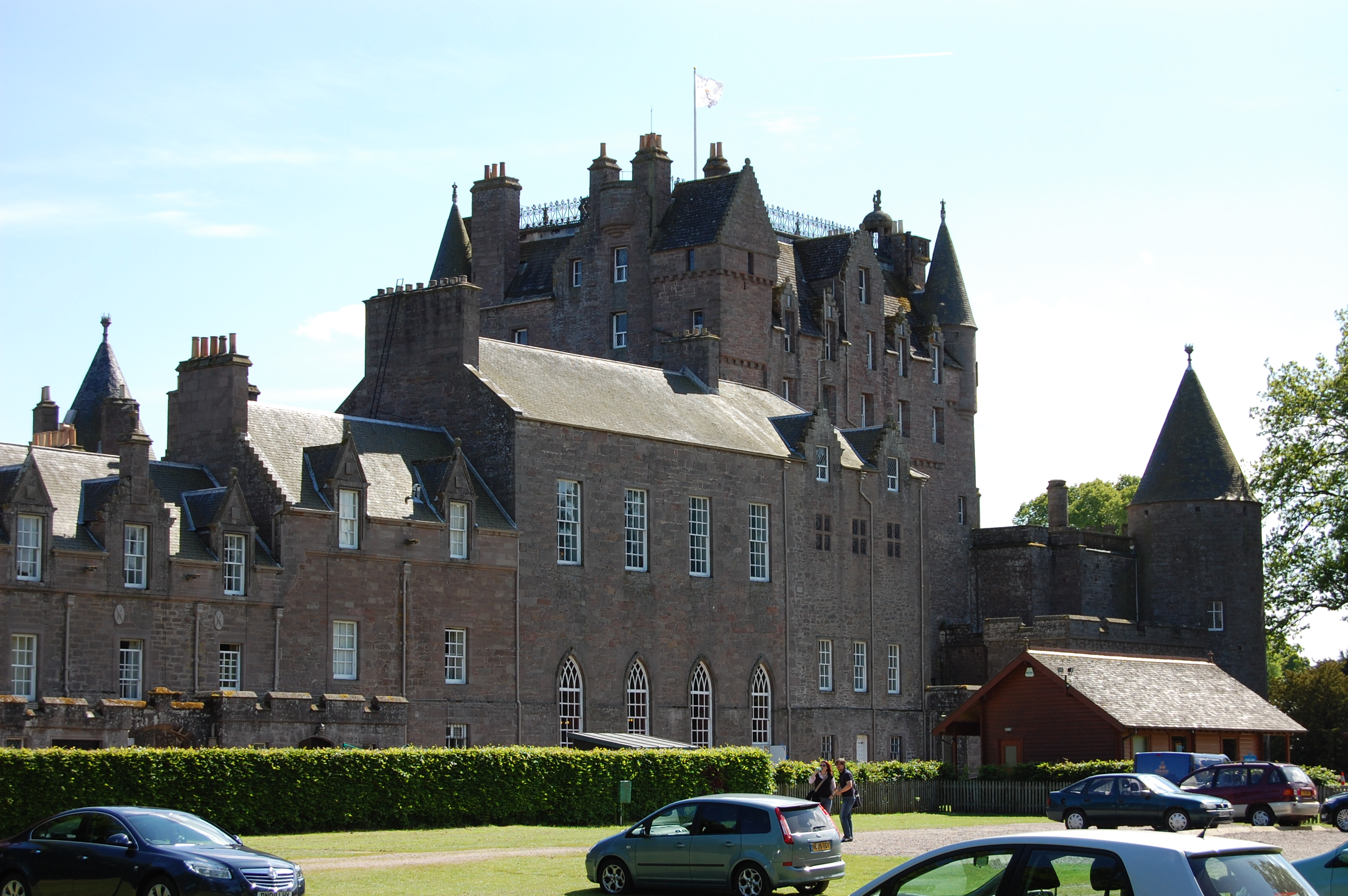
achterkant van het kasteel

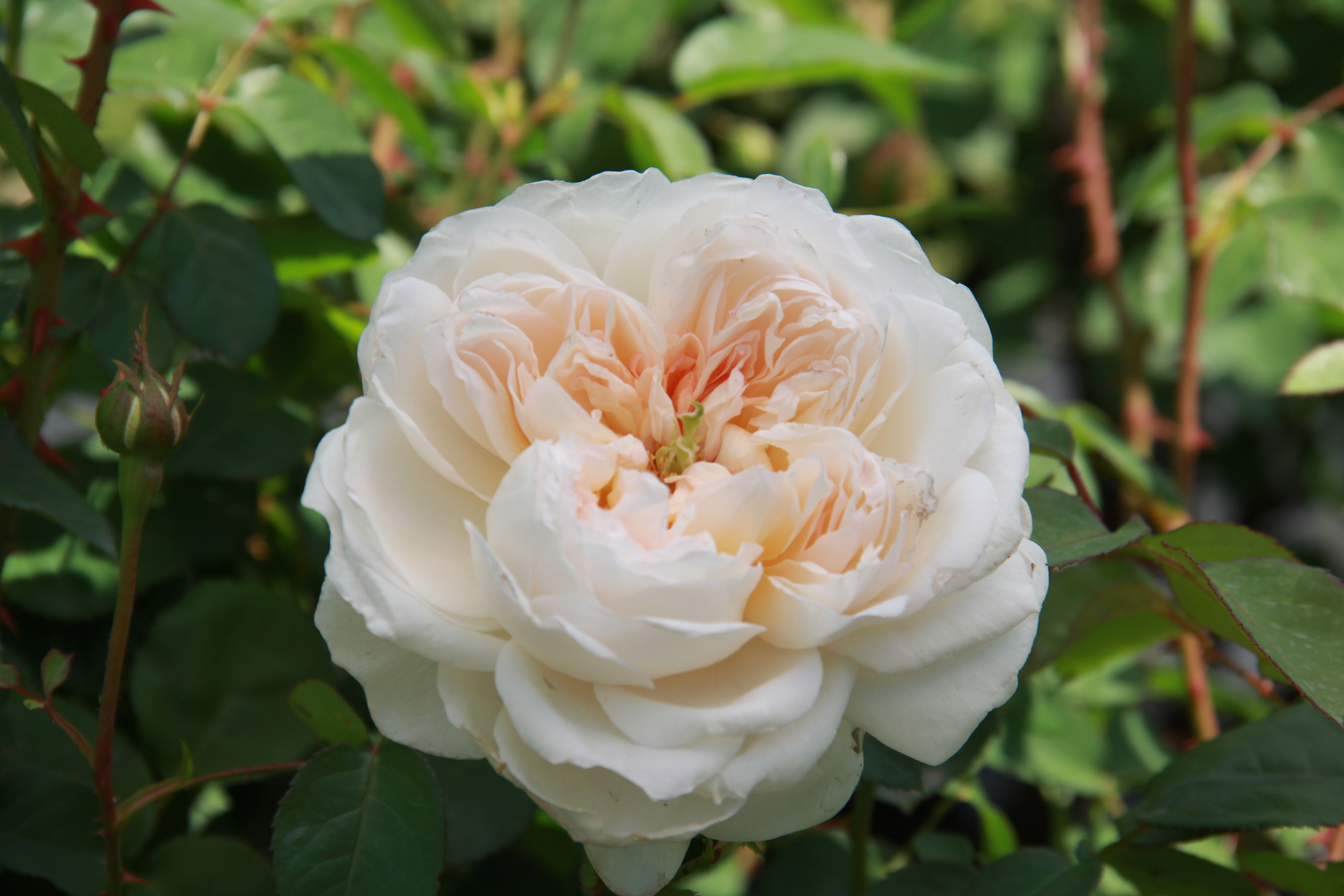
Rosa 'Glamis Castle', een roos vernoemd naar het kasteel door de Engelse rozenteler David C.H. Austin

In 1034 werd koning Malcolm II vermoord bij Glamis, waar een koninklijk jachtslot stond. In William Shakespeares toneelstuk Macbeth, woont de hoofdpersoon op Glamis Castle; de historische koning Macbeth (ca. 1005-1057) had geen uitstaans met het kasteel.
Tegen 1376 was er een kasteel gebouwd bij Glamis. Het werd datzelfde jaar door koning Robert II aan Sir John Lyon, taan van Glamis, echtgenoot van de dochter van de koning, geschonken. Het kasteel is sinds die tijd in het bezit van de familie Lyon (later Bowes-Lyon). Aan het begin van de vijftiende eeuw werd het kasteel herbouwd in een L-vormig torenkasteel.
De titel Lord Glamis werd in 1445 gecreëerd voor Sir Patrick Lyon (1402-1459), kleinzoon van Sir John.
John Lyon, zesde Lord Glamis, trouwde met Janet Douglas, dochter van de meester van Angus, George Douglas, in een tijd dat koning Jacobus V een vete had met de Douglases. In december 1528 werd Janet beschuldigd van verraad, omdat ze aanhangers van de graaf van Angus naar Edinburgh had gebracht. Daarna werd ze ervan beschuldigd haar echtgenoot te hebben vergiftigd: Lord Glamis was op 17 september 1528 gestorven. Ten slotte werd ze beschuldigd van hekserij, en werd op 17 juli 1537 op de brandstapel gezet. Jacobus V nam Glamis in, en woonde er een tijdje.
In 1543 werd Glamis teruggegeven aan John Lyon, zevende Lord Glamis. In 1606 werd Patrick Lyon, negende Lord, tot graaf van Kinghorne gemaakt. Hij begon het kasteel ingrijpend te verbouwen, getuige de inscriptie "Built by Patrick, Lord Glamis, and D[ame] Anna Murray" op de centrale toren. De Engelse architect Inigo Jones wordt traditioneel gezien als architect van de verbouwing, maar Historic Scotland vindt William Schaw, meester-metselaar van de koning, een waarschijnlijker kandidaat, gezien de traditionele Schotse stijl van de architectuur.
Tijdens het gemenebest van Engeland, Schotland en Ierland, werden er soldaten gelegerd op Glamis. In 1670 keerde Patrick Lyon, derde graaf van Strathmore en Kinghorne, terug naar het kasteel en trof het onbewoonbaar aan. Er vonden restauraties plaats tot aan 1689, inclusief het maken van een grote baroktuin. John Lyon, negende graaf van Strathmore en Kinghorne, volgde in 1753, en trouwde in 1767 met Mary Eleanor Bowes, erfgename van een kolenmijnfortuin. Hij begon met het verbeteren van de gronden van het kasteel in de pittoreske stijl van de jaren zeventig van de achttiende eeuw. De zuidwestelijke vleugel werd herbouwd na een brand aan het begin van de negentiende eeuw. In de jaren twintig van de twintigste eeuw verhuisde een enorme schouw van Gibside, een landgoed van de Bowes-Lyons bij Wakefield, naar de biljartkamer van Glamis. Op de schouw bevindt zich het wapen van de familie Blakiston. Erfgename Elizabeth Blakiston was met Sir William Bowes getrouwd. Veel van de interieurs stammen uit de achttiende en negentiende eeuw.
In 1900 werd Lady Elizabeth Bowes-Lyon geboren, de jongste dochter van Claude Bowes-Lyon, veertiende graaf van Strathmore en Kinghorne, en zijn gravin Cecilia. Ze bracht het grootste deel van haar kindertijd door op Glamis, dat tijdens de Eerste Wereldoorlog als militair ziekenhuis werd gebruikt. Ze was bijzonder gedienstig bij het organiseren van het redden van de inhoud van het kasteel tijdens een ernstige brand op 16 september 1916. Op 26 april 1923 trouwde ze in Westminster Abbey met prins Albert, Hertog van York, tweede zoon van koning George V. Hun tweede dochter, prinses Margaret, werd in 1930 op Glamis Castle geboren.
Sinds 1987 staat een tekening van het kasteel op de achterkant van een biljet van tien pond, uitgegeven door de Royal Bank of Scotland. Glamis is sinds 2016 het huis van Simon Patrick Bowes-Lyon, de 19e en 6e graaf van Strathmore en Kinghorne.

## Legendes en verhalen
Het Monster van Glamis
De beroemdste legende verbonden met het kasteel is die van het Monster van Glamis, een afzichtelijk misvormd kind geboren binnen de familie. In het verhaal werd het monster heel zijn leven op het kasteel gehouden, en de kamers werden na diens dood dichtgemetseld. Een ander monster wordt geacht gewoond te hebben bij Loch Calder, vlak bij het kasteel.
Een alternatieve versie van de legende wil dat er binnen generaties van de familie een vampierkind wordt geboren en dat ingemetseld wordt in die kamers.
Er gaat een oud verhaal dat gasten die op Glamis verbleven uit elk raam een handdoek hingen om zo de dichtgemetselde kamers te vinden. Toen ze buiten gingen kijken waren er verschillende ramen handdoekloos.
De legende van het monster zou geïnspireerd kunnen zijn door het ware verhaal van de Ogilvies. Ergens in de 4 tot 9 meter dikke muren bevindt zich de beroemde schedelkamer, waar de familie Ogilvie, die bescherming zocht tegen hun vijanden, de Lindsays, ingemetseld werden om uitgehongerd te worden.
Earl Beardie
Een legende vertelt van de vijftiende-eeuwse "Earl Beardie", die zowel met Alexander Lyon, tweede Lord Glamis (gest. 1486), als met Alexander Lindsay, vierde graaf van Crawford (gest. 1453) geïdentificeerd wordt. Er bestaan verschillende versies, maar ze hebben allemaal betrekking op "Earle Beardie" die kaartspeelt. Het was echter sabbat en ofwel weigerden zijn gastheren te spelen, ofwel adviseerde een dienar hem te stoppen, maar Lord Beardie werd zo boos dat hij zwoer dat hij dan, tot het einde der dagen, wel met de duivel zelf zou spelen. Daarop verscheen er een vreemdeling op het kasteel die met hem ging spelen. De vreemdeling was de duivel, die Beardies ziel meenam, en de graaf verdoemde tot spelen tot het einde der dagen.
Andere traditionele verhalen
Wijlen Sir David Bowes-Lyon zag herhaaldelijk tijdens een late avondwandeling een meisje zich vastklampen aan de tralies van een raam en afwezig de nacht inkijken. Als hij haar aan wilde spreken verdween ze abrupt, alsof iemand haar bij het raam wegtrok.
Lady Janet Douglas zou als een grijze dame door het kasteel waren.
Net buiten de zitkamer van de koningin-moeder zit soms een jongetje geduldig te wachten op een steen. Het zou het bevel hebben gehad te wachten tot hij geroepen werd, en is vervolgens vergeten.
Verder huist er een vampier op het kasteel, dwaalt er een witte dame over het terrein, en is er sprake van een rennende figuur, die geassocieerd wordt met Spring-heeled Jack (Springkuit), een figuur die in de Engelse folklore vaker opduikt.